# Aphidius longicornis
Aphidius longicornis är en stekelart som beskrevs av Cresson 1865. Aphidius longicornis ingår i släktet Aphidius och familjen bracksteklar. Inga underarter finns listade i Catalogue of Life.